# Memecylon hullettii
Memecylon hullettii là một loài thực vật thuộc họ Melastomataceae. Đây là loài đặc hữu của Malaysia. Chúng hiện đang bị đe dọa vì mất môi trường sống.